# Augenbrauenpiercing
Beim Augenbrauenpiercing handelt es sich um ein Piercing, eine Körpermodifikation, bei dem ein Curved Barbell oder ein Ball Closure Ring meist vertikal durch die Augenbraue gestochen wird.

## Geschichte und Kultur

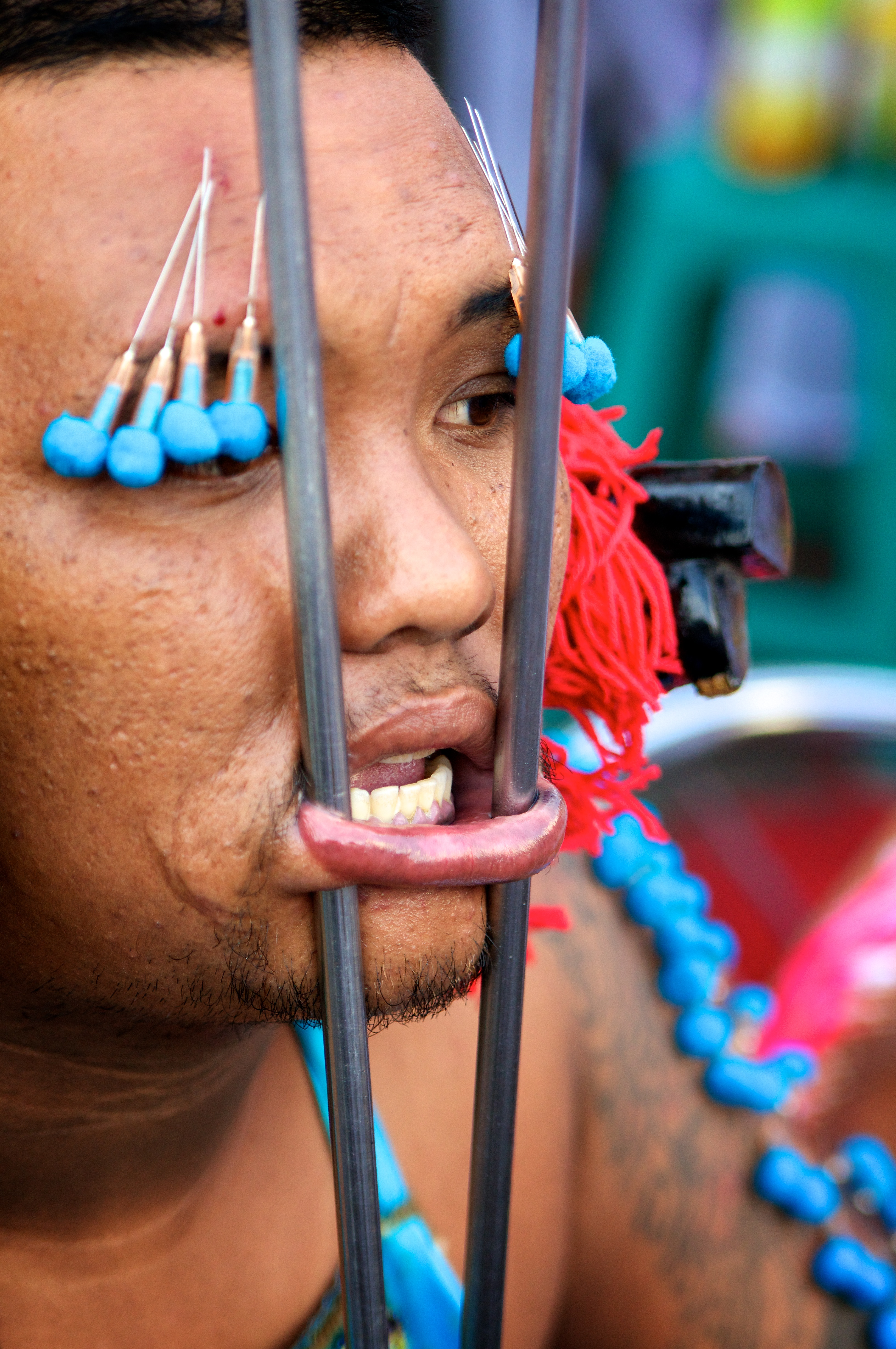
Rituelles Durchstechen der Augenbrauen auf dem Fest der neun Kaisergötter

Das Augenbrauenpiercing ist eines der wenigen Piercings, die neben rein ästhetischem Zweck kaum weitere symbolische oder sexuelle Bedeutung oder kulturelle Herkunft besitzen. Es ist jedoch auch als Bestandteil spiritueller Rituale bekannt. So wird es beispielsweise neben weiteren Stellen als temporäres Piercing auf dem Fest der neun Kaisergötter in Phuket durchgeführt, wobei die Mönche in Trance verfallen und sich verschiedene Nadeln einsetzen.
Als Modeschmuck kam es in den 1980er Jahren im westlichen Kulturkreis auf und gewann vor allem in den 1990ern an Beliebtheit.
Chuck Mosley, Sänger der Band Faith No More, gilt als einer der frühen prominenten Träger, die zur Popularisierung des Piercings beigetragen haben sollen. Zu den weiteren prominenten Trägern gehört der Rock-Musiker Jonathan Davis mit drei Barbells über der rechten Braue.

## Durchführung

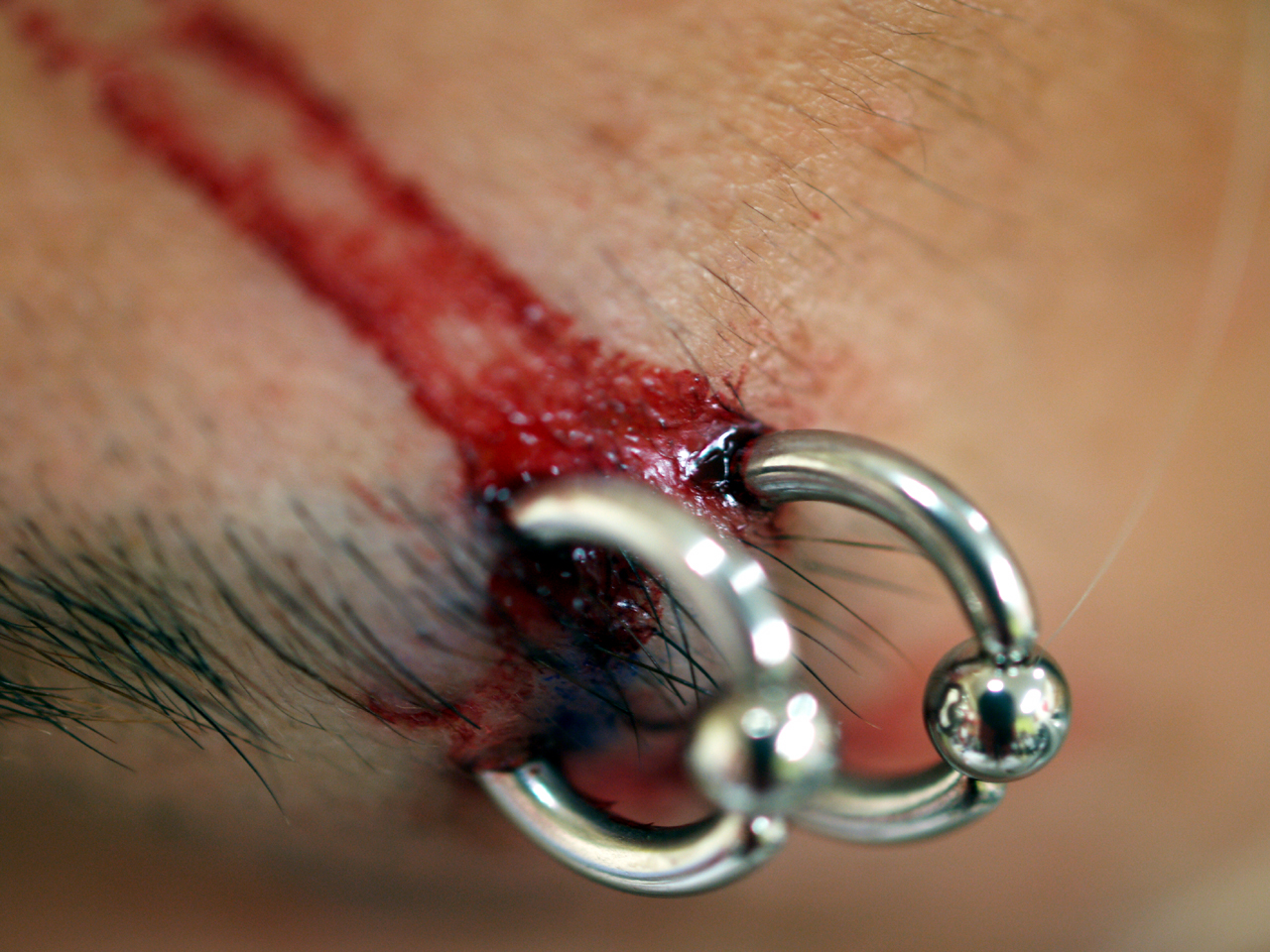
Neu gestochene Augenbrauenpiercings

Wie auch bei anderen Piercings wird zunächst die zu durchstechende Hautpartie desinfiziert. Anschließend werden die Ein- und Ausstichstelle mit einem Stift markiert, mit einer Klemmzange fixiert und einer speziellen Nadel durchstochen (siehe Stechen eines Piercings). 
Es handelt sich beim Augenbrauenpiercing um ein Oberflächenpiercing, da sich der Einstich- und der Austrittskanal auf einer Ebene befinden. Aufgrund der Stichführung knapp unter der Haut ist der Stichkanal von weniger Gewebe umgeben. Das Piercen der Augenbraue wird meist am äußeren Drittel der Braue vorgenommen und kann sowohl vertikal als auch horizontal erfolgen, wobei erstgenanntes Verfahren favorisiert wird.

## Probleme
Das Piercen der inneren zwei Drittel der Augenbrauen birgt eine große Gefahr der Verletzung von Gesichtsnerven, was schlimmstenfalls zu einer dauerhaften Gesichtslähmung führen kann. Unter Umständen können Ausläufer des Trigeminusnervs getroffen werden. Augenbrauenpiercings heilen relativ schnell ab, meist innerhalb von vier bis acht Wochen. Es bringt ein verhältnismäßig geringes Infektionsrisiko mit sich. Aufgrund der Lokalität ist bei diesem Piercing mehr als bei anderen Piercingarten zu beachten, dass während der Abheilphase keine Schminke, Haarspray, Reinigungsmilch und dergleichen an den Stichkanal gelangen.

## Variationen

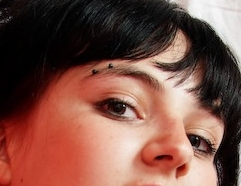
Horizontales Augenbrauenpiercing

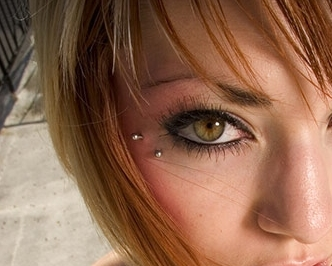
Anti-Augenbrauenpiercing

Das Augenbrauenpiercing wird meist im äußeren Bereich der Braue und mit einem Winkel gestochen, sodass die obere Einstichstelle weiter außen liegt als die innere Einstichstelle und sich somit dem bogenförmigen Verlauf der Augenbraue anpasst. Exakt vertikal gestochene Piercings, oder solche im inneren Bereich der Braue neben dem Nasenrücken, sind eher selten.
Neben diesem klassischen Augenbrauenpiercing sind auch Sonderformen mit anderer Position möglich.

### Horizontales Augenbrauenpiercing
Das horizontale Augenbrauenpiercing wird waagerecht durch die Augenbraue gestochen. Diese Variante kann sowohl unmittelbar über als auch unter der erhöhten Kante der Braue platziert werden. Die erstere Option wird allerdings häufiger gestochen.
Weil Ein- und Ausstichstelle hierbei noch genauer auf einer Ebene liegen als beim vertikalen Augenbrauenpiercing, wird in der Regel ein Surface-Bar eingesetzt, um die Gefahr des Herauswachsens zu minimieren. Beim gewöhnlichen Augenbrauenpiercing ist dagegen ein gebogener Barbell ausreichend.

### Anti-Augenbrauenpiercing
Bei dem Anti-Augenbrauenpiercing handelt es sich genau genommen nicht um ein Augenbrauenpiercing, sondern um ein Oberflächenpiercing im Bereich des Jochbeins, also im oberen Wangenbereich unterhalb des Auges.
Da es optisch an Tränen erinnern kann, wird es auch englisch als Teardrop-Piercing bezeichnet. Meist ist es mit einem Winkel platziert, sodass der obere Ausgang des Stichkanals weiter außen im Gesichtsbereich sitzt als der untere Ausgang.
Auch bei diesem Piercing wird in der Regel ein Surface-Bar eingesetzt.